# كيد كريس
كيد كريس (بالإنجليزية: Kidd Chris)‏ هو مقدم برامج إذاعية ودي جيه أمريكي، ولد في 15 مايو 1974.

## وصلات خارجية
- الموقع الرسمي